# Von Freytag-Loringhoven
von Freytag-Loringhoven är en tysk adelsätt. Till dess medlemmar hör:
- Axel von Freytag-Loringhoven (1878–1942), tysk statsvetare och politiker
- Bernd von Freytag-Loringhoven (1914–2007), tysk general
- Elsa von Freytag-Loringhoven (1874–1927), Dada-konstnär och poet
- Hugo von Freytag-Loringhoven (1855-1924), tysk general och militärhistoriker
- Wessel von Freytag-Loringhoven (1899–1944), medlem av motståndsrörelsen mot Adolf Hitler